# Конрад фон Валленрод
Ко́нрад фон Валленро́д (Валленро́де; нем. Konrad von Wallenrode; между 1330 и 1340 — 23 июля 1393) — 24-й великий магистр Тевтонского ордена с 1391 по 1393 год.

## Биография

### Ранние годы
Родился между 1330 и 1340 годами, происходил из древнего рыцарского франконского рода. Пфлегер Прейсиш-Эйлау (1365-74), хаузкомтур Христбурга (1376-77). Легенда сделала Валленрода литвином по происхождению (хотя Валленрод был франконцем), вступившим в Тевтонский орден, чтобы отомстить ему за разорение Литвы; таким именно Валленрод изображен в поэме А. Мицкевича «Konrad Wallenrod». 

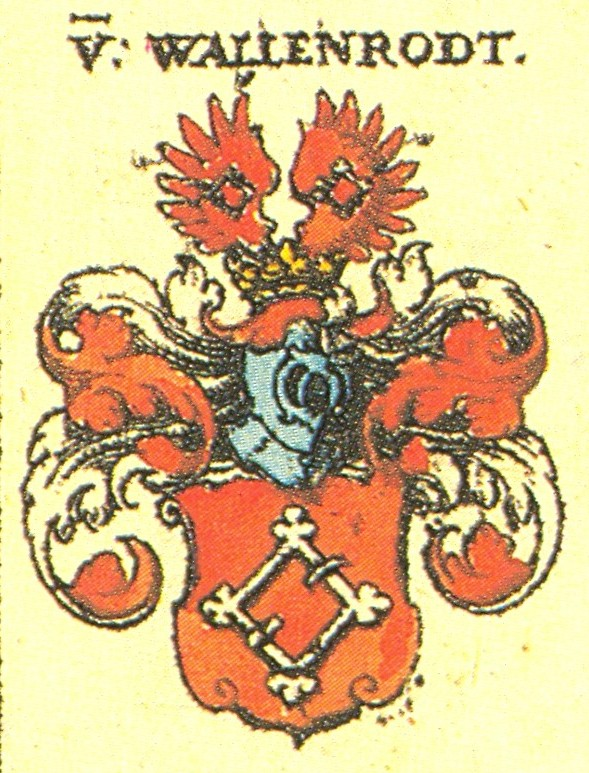
Изображение герба фон Валленродов из гербовника Зибмахера

В 1377 году был назначен на должность комтура Шлохау, однако его действительный карьерный рост начался только в 1382 году, когда великим магистром стал Конрад Цёлльнер фон Ротенштайн.
После смерти Куно фон Хаттенштайна Конрад занял должность маршала Ордена и комтура Кёнигсберга. Как военный руководитель Ордена фон Валленрод занимался организацией крестовых походов против Великого княжества Литовского, в чём неплохо преуспел. В 1387 году он стал комтуром Мариенбурга и великим комтуром Ордена, то есть фактически вторым человеком в государстве.
20 августа 1390 года скончался Цёлльнер и, казалось, что это только вопрос времени, когда Конрад фон Валленрод станет новым великим магистром. Однако ему пришлось столкнуться с сильной оппозицией в лице комтура Данцига Валрабе фон Шарффенберга. 12 марта 1391 года Конрад фон Валленрод был избран великим магистром. Дело было решено в пользу Конрада благодаря поддержке двух избирателей, Зигфрида фон Бассенхайма и Рюдигера фон Эльнера, комтуров Эльбинга и Тушеля, соответственно.

### Великий магистр
Великий магистр продолжил политику, направленную на поддержку князя Витовта в его борьбе со своим двоюродным братом королём польским и великим князем литовским Ягайло. Был предпринят большой поход против Ягайло, в котором со своим отрядом участвовал и будущий король Англии Генрих IV. Конрад разделил войско на три отряда: первый под командованием комтура Бальги Арнольда фон Бургельна опустошал Мазовию, второй и третий под командованием самого Конрада и маршала Ордена Энгельхарда Рабе фон Вильдштайна направились к Вильне. Крестоносцы были близки к взятию Вильны, однако отступили из-за скандала, спровоцированного великим магистром. 

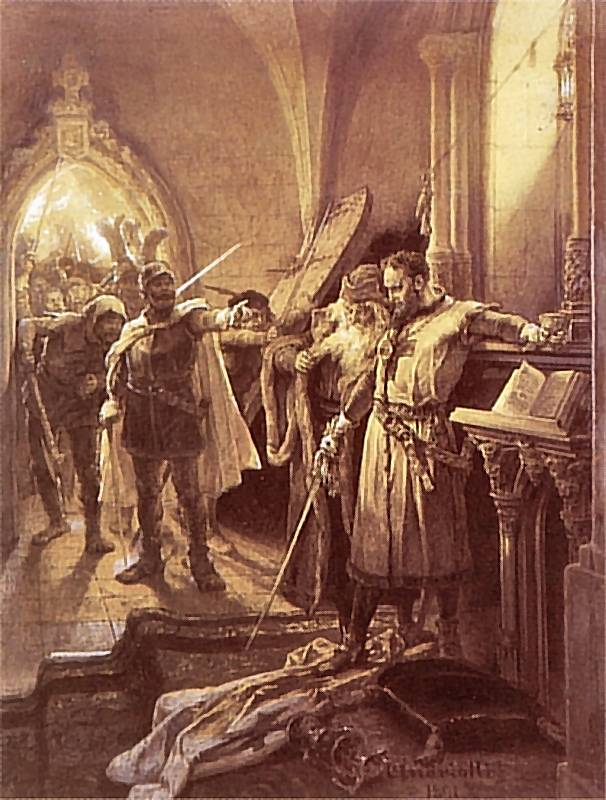
Михал Эльвиро Андриолли, Смерть Конрада Валленрода. Иллюстрация к поэме Мицкевича «Конрад Валленрод», 1891

Конрад отстранил фон Вильдштайна от должности маршала, хотя тот был отличным полководцем и пользовался уважением среди рыцарей. Причины такого поступка великого магистра неизвестны, но многие считают, что он ревновал к успехам фон Вильдштайна. Отстранение маршала вызвало скандал, и большинство рыцарей из отряда Вильдштайна восстали против великого магистра. Несмотря на это, Конрад не изменил своего решения, и кампания была прекращена. Неподчинение части рыцарства позволило фон Валленроду провести чистку в среде рыцарства, особенно в комтурствах, находившихся под руководством маршала: Бальге, Бранденбурге и Рагните.
В 1392 году князь Владислав Опольчик предложил Конраду проект раздела Польши между Священной Римской империей, Тевтонским орденом, Бранденбургом, Венгерским королевством и Силезским княжеством, однако великий магистр ответил отказом. 
В том же году Ягайло и Витовт заключили соглашение, по которому Ягайло признавал Витовта великим князем литовским как своим наместником в Литве. Предательство Витовта было крайне опасным для Ордена, поэтому Конрад был вынужден начать войну против обоих союзников, пригласив к участию в нём множество крестоносцев из Европы, в том числе и Генриха Английского. В январе 1393 года голландские и французские рыцари под командованием Конрада осадили Гродно, что вынудило Витовта и Ягайло пойти на проведение мирных переговоров в Торне. 
Вскоре после начала переговоров Конрад заболел и покинул Торн. 23 июля 1393 года он умер в Мариенбурге, вероятно, от апоплексического удара. Похоронен в усыпальнице великих магистров Ордена в часовне св. Анны в Мариенбурге. 
Во время своего правления фон Валленрод активно проводил политику колонизации малонаселённых земель в Пруссии. При нём немецкими колонистами были заселены обширные области, а также построены крепости Готтерсведер и Миттенбург. В 1393 году Конрад основал новое рейнское комтурство, его первым главой был брат великого магистра Фридрих фон Валленрод, погибший в битве под Танненбергом в 1410 году. Другой родственник Конрада Иоганн фон Валленрод в 1393 году стал архиепископом рижским.

## Образ в историографии и искусстве

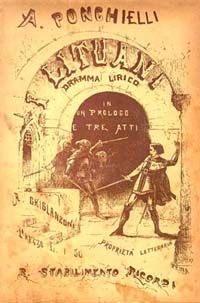
Плакат оперы «Литвины», XIX век

Хронисты-монахи, ненавидевшие Валленрода за то, что он был недостаточно щедр к церкви, изображали его еретиком и врагом Ордена, понесшим справедливую кару небес. Предание сделало из него даже литвина, который вступил будто бы в Орден с единственной целью — отомстить за разорение своей родины. Таким его вывел и Адам Мицкевич в поэме «Конрад Валленрод» (1828). 
Впоследствии на основе поэмы Мицкевича были написаны две оперы: «Литвины» (итал. I Lituani) Амилькаре Понкьелли на либретто Антонио Гисланцони (1874) и «Конрад Валленрод» Владислава Желенского (1885). Она же лежит в основе симфонической поэмы «Конрад Валленрод» Витольда Фримана (1908). Началом незаконченного перевода поэмы является стихотворение А. С. Пушкина «Сто лет минуло, как тевтон…».